# Granulom
Granulóm je majhen, vozličast, slabo omejen skupek mononuklearnih vnetnih celic ali zbir modificiranih makrofagov, ki so podobni epitelijskim celicam, obkrožen z ozkim kolobarjem limfocitov ter redkejšimi celicami velikankami. Nastane kot odziv na kronično vnetno dogajanje. Imunski sistem želi s tvorbo granuloma osamiti tujek, ki povzroča vnetje in ga na drug način ne more izločiti iz telesa. Tujek lahko predstavlja mikrob, kot do bakterije in glive, ali tuja snov v organizmu, keratin ali na primer ostanki kirurških šivov.